# Philippe Sanmarco
Pour les articles homonymes, voir Sanmarco.
 (octobre 2015).
Philippe Sanmarco, né le 16 février 1947 à Ebolowa (Cameroun), est un homme politique français.
Il est un ancien député socialiste des Bouches-du-Rhône il est conseiller municipal de Marseille jusqu'en 2014. De 2008 à 2014, il est adjoint PS au maire Jean-Claude Gaudin pour contrer Jean-Noël Guérini candidat à Marseille. Il est président fondateur de Convention citoyenne et membre de la Gauche moderne et républicaine en 2012.

## Formation
- Ancien élève de l'École nationale d'administration (promotion Weil, 1974)[1]

## Carrière professionnelle
- Expert-consultant indépendant (conseil aux entreprises et collectivités sur les programmes de l'Union européenne)
- Professeur associé à l’École normale supérieure de la rue d’Ulm
- Secrétaire général du Centre de géostratégie de l’École normale supérieure de la rue d’Ulm
- 1993-2003 : responsable des séminaires de géopolitique à l’Institut des hautes études de la sécurité intérieure
- 1993-2001 : responsable d'un séminaire à l'Institut d'études politiques d'Aix-en-Provence
- 1986-1989 : chargé de cours de finances à la Faculté de sciences économiques d’Aix-Marseille
- 1985-1986 : président de la commission de surveillance de la Caisse des dépôts et consignations
- 1978-1981 : secrétaire général de la Ville de Marseille (Gaston Defferre étant maire)
- 1974-1978 : corps préfectoral ; directeur de cabinet des préfets de l'Orne, de la Nièvre, du Val-de-Marne et du Pas-de-Calais.

## Mandats électifs et responsabilités politiques
- 1983 - 2008 : conseiller municipal de Marseille
- 2001 - : Président fondateur de Convention citoyenne
- 1981-1986 : conseiller régional de Provence-Alpes-Côte d’Azur
- 1981-1993 : député socialiste des Bouches-du-Rhône
- Élu des 1er et 7e arrondissements de Marseille. Conseiller communautaire

### Conseiller municipal de Marseille
En 1983, il est élu pour la première fois conseiller municipal de Marseille. Il est membre du Parti Socialiste (PS), et est élu sur les listes d'union de la gauche menées par Gaston Defferre, alors maire de Marseille. 

#### 2001-2008: Affaire Tahar Rahmani
En 2001, il est tête de liste pour le Parti Socialiste lors des élections municipales dans le 1er secteur (1er et 7ème arrondissements). Il se fait alors remarquer par le choix assumé de faire réélire Tahar Rahmani. Tahar Rahmani est conseiller municipal depuis 1995, élu sur les listes du Parti Socialiste. À cette époque, c'est le seul conseiller municipal de Marseille originaire du Maghreb. Or, pour des raisons obscures, le PS ne lui propose pas une position éligible sur ses listes aux élections municipales de 2001 dans son secteur (le 7ème, qui correspond aux 13ème et 14ème arrondissements). Philippe Sanmarco prend donc la décision de placer Tahar Rahmani en position éligible sur sa liste (dans le 1er secteur). Grâce à son intervention, Tahar Rahmani a été élu conseiller municipal de Marseille de 2001 à 2008.

#### 2008-2014: La tentation Gaudin
En 2008, Philippe San Marco est troisième de la liste de Jean-Claude Gaudin dans le 1er secteur (1er et 7ème arrondissements). Il justifie ce choix personnel pour empêcher Jean-Noël Guérini, candidat du Parti Socialiste, de devenir maire de Marseille. De son côté, Jean-Claude Gaudin considère Philippe San Marco comme une "ouverture politique" qu'il avait promise pour ce mandat. Philippe San Marco ne rentre pas au conseil municipal, la liste de Jean-Claude Gaudin n'obtenant que 2 élus dans ce secteur. Il siège toutefois au conseil d'arrondissements, mais il a été rapidement déçu de Jean-Claude Gaudin

### Résultats électoraux
| Candidat                                              | Candidat                  | Parti          | Premier tour | Premier tour | Second tour | Second tour |  |
| Candidat                                              | Candidat                  | Parti          | Voix         | %            | Voix        | %           |  |
| ----------------------------------------------------- | ------------------------- | -------------- | ------------ | ------------ | ----------- | ----------- |  |
|                                                       | Jean Roatta élu           | UDF (PR)       | 9 296        | 34,35        | 15 844      | 66,68       |  |
|                                                       | Jean Roussel              | FN             | 6 648        | 24,56        | 7 918       | 33,32       |  |
|                                                       | Philippe Sanmarco sortant | PS (ADFP)      | 4 490        | 16,59        |             |             |  |
|                                                       | Rolande Carrière          | PCF            | 2 326        | 8,59         |             |             |  |
|                                                       | Catherine Lange           | GÉ (EÉ)        | 1 592        | 5,88         |             |             |  |
|                                                       | Maurice Di Nocera         | Divers         | 825          | 3,04         |             |             |  |
|                                                       | Jeanne Manovelli          | LT-LNÉ         | 675          | 2,49         |             |             |  |
|                                                       | Jacques Samuelian         | Divers gauche  | 563          | 2,08         |             |             |  |
|                                                       | Guy Dubost                | LO             | 347          | 1,28         |             |             |  |
|                                                       | Philippe Prieto           | UÉD            | 191          | 0,71         |             |             |  |
|                                                       | Gérard Scavino            | Divers droite  | 110          | 0,40         |             |             |  |
|                                                       |                           |                |              |              |             |             |  |
| Inscrits                                              | Inscrits                  | Inscrits       | 48 704       | 100,00       | 57 704      | 100,00      |  |
| Abstentions                                           | Abstentions               | Abstentions    | 20 785       | 42,68        | 26 450      | 45,84       |  |
| Votants                                               | Votants                   | Votants        | 27 919       | 57,32        | 31 254      | 54,16       |  |
| Blancs et nuls                                        | Blancs et nuls            | Blancs et nuls | 856          | 3,07         | 7 492       | 23,97       |  |
| Exprimés                                              | Exprimés                  | Exprimés       | 27 063       | 96,93        | 23 762      | 76,03       |  |
| Source : Data.gouv et Le Monde des 23 et 30 mars 1993 |                           |                |              |              |             |             |  |

| Candidat                                                   | Candidat              | Parti          | Premier tour | Premier tour | Second tour | Second tour |  |
| Candidat                                                   | Candidat              | Parti          | Voix         | %            | Voix        | %           |  |
| ---------------------------------------------------------- | --------------------- | -------------- | ------------ | ------------ | ----------- | ----------- |  |
|                                                            | Philippe Sanmarco élu | PS             | 10 913       | 32,73        | 18 501      | 50,43       |  |
|                                                            | Jean Roussel          | FN             | 9 794        | 29,37        | 18 184      | 49,57       |  |
|                                                            | Jean Roatta           | UDF (PR) (URC) | 8 153        | 24,45        | Retrait     | Retrait     |  |
|                                                            | Jean Dufour           | PCF            | 1 178        | 3,01         |             |             |  |
|                                                            | Jacqueline Grand      | Divers droite  | 664          | 1,99         |             |             |  |
|                                                            | Dominique Giardino    | Divers droite  | 588          | 1,76         |             |             |  |
|                                                            | Emmanuelle Peron      | Divers         | 588          | 1,76         |             |             |  |
|                                                            |                       |                |              |              |             |             |  |
| Inscrits                                                   | Inscrits              | Inscrits       | 58 143       | 100,00       | 58 140      | 100,00      |  |
| Abstentions                                                | Abstentions           | Abstentions    | 24 387       | 41,94        | 20 088      | 34,55       |  |
| Votants                                                    | Votants               | Votants        | 33 756       | 58,06        | 38 052      | 65,45       |  |
| Blancs et nuls                                             | Blancs et nuls        | Blancs et nuls | 412          | 1,22         | 1 367       | 3,59        |  |
| Exprimés                                                   | Exprimés              | Exprimés       | 33 344       | 98,78        | 36 685      | 96,41       |  |
| Source : Données du CDSP et le Monde du 7 juin 1986, p. 15 |                       |                |              |              |             |             |  |

## Autres responsabilités publiques
- Vice-président de l'agence de coopération internationale et le développement local en Méditerranée (ACIM)
- Vice-président de l'association Finances Méditerranée
- membre du comité permanent pour le partenariat euroméditerranéen des pouvoirs locaux et régionaux (COPPEM)
- 1983-1987 : président de l'OPAC des Bouches-du-Rhône
- 1983-1990 : président de l'association pour le développement des relations intercommunautaires à Marseille (ADRIM - structure locale d'animation sociale et d'insertion)

## Affaire Urba
Philippe Sanmarco a été condamné dans le cadre du volet marseillais de l'Affaire Urba (système de financement occulte du Parti socialiste de 1987 à 1989)

## Ouvrages et rapports
- 1988 : « Marseille, l’état du futur » (Edisud)
- 1991 : « L’État et la politique de la ville » (CEPIIS)
- 1992 : Rapport d’enquête sur la gestion du Fonds d’action sociale (Assemblée nationale)
- 1993 : Rapport de la loi relative à la maîtrise des dépenses de santé (Assemblée nationale)
- 2000 : « Marseille capitale » (Edisud)
- 2012 : « Sur les flancs du Mont Pellegrino » (Mon petit éditeur)
- 2012 : « Livret militaire ? » (Mon petit éditeur)
- 2014 : « Rendez la Terre » (Mon petit éditeur)
- 2016 : « Sortir de l'impasse postcoloniale » (Mon petit éditeur)
- 2021; "L'Afrique noire, un rêve français: dans les pas de Paul Vazeilles, broussard de grande brousse" (Éditions Gaussen)